# Championnat ACHA féminin de hockey sur glace
Le Championnat ACHA féminin de hockey sur glace regroupe plusieurs universités américaines privés ou publiques dont les clubs de hockey sur glace sont gérés par l'American Collegiate Hockey Association ou ACHA. C'est une organisation nationale basée aux États-Unis qui offre une alternative au championnat de hockey féminin de la NCAA.
L'ACHA est composée de trois divisions masculines et deux divisions féminines, regroupant environ 450 équipes,. Les équipes du championnat féminin ACHA affrontent parfois les équipes du championnat NCAA.

## Historique
L'ACHA s'établit en 1991 et se compose deux conférences (l'une de hockey masculin et l'autre de hockey féminin) . Chez les hommes, la conférence se compose de trois divisions: Division 1, 2 et 3 qui couvrent 49 des 50 États américains. Hawaï est actuellement le seul État américain, sans une équipe de l'ACHA.
Chez les femmes, la conférence ACHA regroupe deux divisions dont la première est inauguré en 2000 avec 15 équipes. Une seconde division est ajoutée lors de la saison 2006-2007. En 2011, la première division se compose de 20 équipes réparties en 2 ligues, et la deuxième division de 22 équipes. Chacune des divisions a son propre niveau de jeu et son ensemble de règles et de lignes directrices. Ces équipes féminines ACHA reçoivent généralement beaucoup moins de financement des universités que les équipes féminines de la NCAA. D'ailleurs les équipes féminines des deux divisions dans l'ACHA attirent beaucoup l'attention des supporteurs sur les campus et dans la presse sportive américaine.
Chaque équipe est membre de la fédération américaine USA Hockey et de l'Association des entraineurs de hockey américaine (en anglais, American Hockey Coaches Association).

## Composition

### Division 1

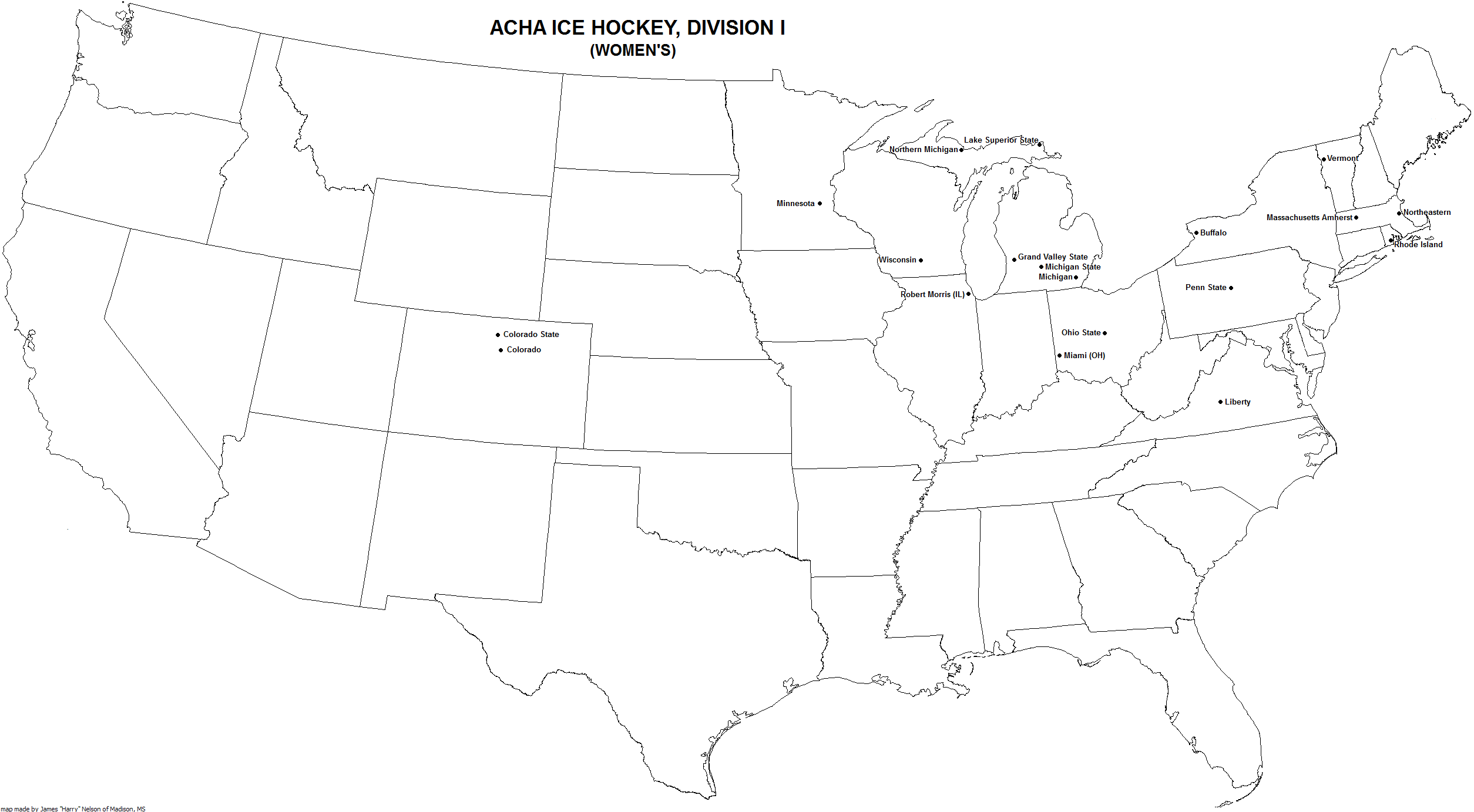
Carte géographique des équipes de la Division I

Lors de la saison 2016-2017, la division 1 regroupe 23 équipes réparties en trois ligues : Central Collegiate Women's Hockey Association (CCWHA), Eastern Collegiate Women's Hockey League (ECWHL) et Western Women's Collegiate Hockey League (WWCHL).
Certaines équipes sont devenues indépendantes, n'étant rattachées à aucune ligue, comme l'Université Liberty et l'Université McKendree. Huit équipes se qualifient pour le tournoi national chaque saison : les vainqueurs des séries éliminatoires de la CCWHA et WWCHL, et les équipes restantes selon les classements hebdomadaires.

#### Central Collegiate Women's Hockey Association (CCWHA)
La CCWHA est une des trois ligues de la division 1 et regroupe neuf équipes féminines de hockey situées principalement dans le Midwest des États-Unis :
- Bulldogs d'Adrian College
- Saints d'Aquinas College
- Panters de l'université de Davenport
- Lakers de Grand Valley State
- Spartans de Michigan State
- Wolverines du Michigan
- Buckeyes d'Ohio State

Logo de la CCWHA

- Redhawks de Miami (à Oxford, Ohio)
- Eagles de l'Université Robert Morris

Les équipes CCWHA ont remporté cinq championnats nationaux ACHA.
- Broncos de Western Michigan - en 1997 ( Championnat féminin pré-ACHA connu sous le nom de langue anglaise Women's Collegiate Club Championship)[6]
- Spartans de Michigan State- 2003, 2011
- Eagles de Robert Morris- 2005, 2007
- Lady Lions de Lindenwood (en)[Note 1] -2008, 2009, 2010 [7]

#### Eastern Collegiate Women's Hockey League (ECWHL)

Logo de la ECWHL

La ECWHL est une des trois ligues de la division 1 et regroupe trois équipes féminines de hockey situées principalement dans l'est des États-Unis :
- Rams de l'Université du Rhode Island
- Université d'État de Pennsylvanie
- Norwich de UMass à Amherst (Université du Massachusetts)

#### Western Women's Collegiate Hockey League (WWCHL)
La WWCHL est une des trois ligues de la division 1 et regroupe sept équipes féminines de hockey situées principalement dans l'ouest des États-Unis :
- Sun Devils Arizona State University
- Buffaloes de l'Université du Colorado
- Golden Gophers du Minnesota
- Rams de Colorado State
- Pioneers de l'université de Denver
- Antelopes de l'université du Grand Canyon
- Warriors de l'université de Midland

#### Championnes nationales Division 1 ACHA: saison par saison
| Saisons   | Champions                              | Finalistes                             |
| --------- | -------------------------------------- | -------------------------------------- |
| 2000-2001 | Université St. Cloud State             | Université Arizona State               |
| 2001-2002 | Université du Wisconsin–Madison        | Université St. Cloud State             |
| 2002-2003 | Université du Michigan State           | Université de Wisconsin-Madison        |
| 2003-2004 | Université du Wisconsin-Madison        | Université du Rhode Island             |
| 2004-2005 | Université Robert Morris de l'Illinois | Université de Michigan State           |
| 2005-2006 | Université Lindenwood                  | Université Robert Morris de l'Illinois |
| 2006-2007 | Université Robert Morris de l'Illinois | Université Lindenwood                  |
| 2007-2008 | Université Lindenwood                  | Université Robert Morris de l'Illinois |
| 2008-2009 | Université Lindenwood                  | Université Robert Morris de l'Illinois |
| 2009-2010 | Université Lindenwood                  | Université de Michigan State           |
| 2010-2011 | Université de Michigan State           | Université Northeastern                |
| 2011-2012 | Université Northeastern                | Université du Minnesota                |
| 2012-2013 | Université du Minnesota                | Université Liberty                     |
| 2013-2014 | Université Miami                       | Université du Massachusetts à Amherst  |
| 2014-2015 | Université Liberty                     | Université Miami                       |
| 2015-2016 | Université Miami                       | Grand Valley State University          |
| 2016-2017 | Université Miami                       | Université Liberty                     |
| 2017-2018 | Université Liberty                     | Adrian College                         |
| 2018-2019 | Université Liberty                     | Université Lindenwood                  |

| Équipe                          | Nombre de titre(s) | Année(s)               |
| ------------------------------- | ------------------ | ---------------------- |
| Université Lindenwood           | 4                  | 2006, 2008, 2009, 2010 |
| Université Miami                | 3                  | 2014, 2016, 2017       |
| Université Liberty              | 3                  | 2015, 2018, 2019       |
| Université de Michigan State    | 2                  | 2003, 2011             |
| Université Robert Morris        | 2                  | 2005, 2007             |
| Université de Wisconsin-Madison | 2                  | 2002, 2004             |
| Université du Minnesota         | 1                  | 2013                   |
| Université Northeastern         | 1                  | 2012                   |
| Université de St. Cloud State   | 1                  | 2001                   |

### Division 2
| Saisons   | Champions                        | Finalistes                     |
| --------- | -------------------------------- | ------------------------------ |
| 2006–2007 | Collège de St. Scholastica       | Université de Minnesota-Duluth |
| 2007–2008 | Collège de Rainy River Communit  | Université de Minnesota-Duluth |
| 2008–2009 | Collège de Rainy River Community | Collège de St. Scholastica     |
| 2009–2010 | Université Northeastern          | Collège Rainy River Community  |
| 2010-2011 | Collège Rainy River Community    | Université West Chester        |
| 2011–2012 | Université du Wisconsin-Stout    | Université d'Alaska            |
| 2012–2013 | Université du West Chester       | Université de Penn State       |
| 2013–2014 | Universiré d'Iowa State          | Université de Penn State       |
| 2014–2015 | Université du North Dakota       | Université du West Chester     |
| 2015–2016 | Université de Minnesota-Duluth   | Collège Rainy River Community  |
| 2016–2017 | Université Lakehead              | Université du North Dakota     |
| 2017–2018 | Université Lakehead              | Université de Minot State      |
| 2018-2019 | Collège Assiniboine              | Université de Minot State      |

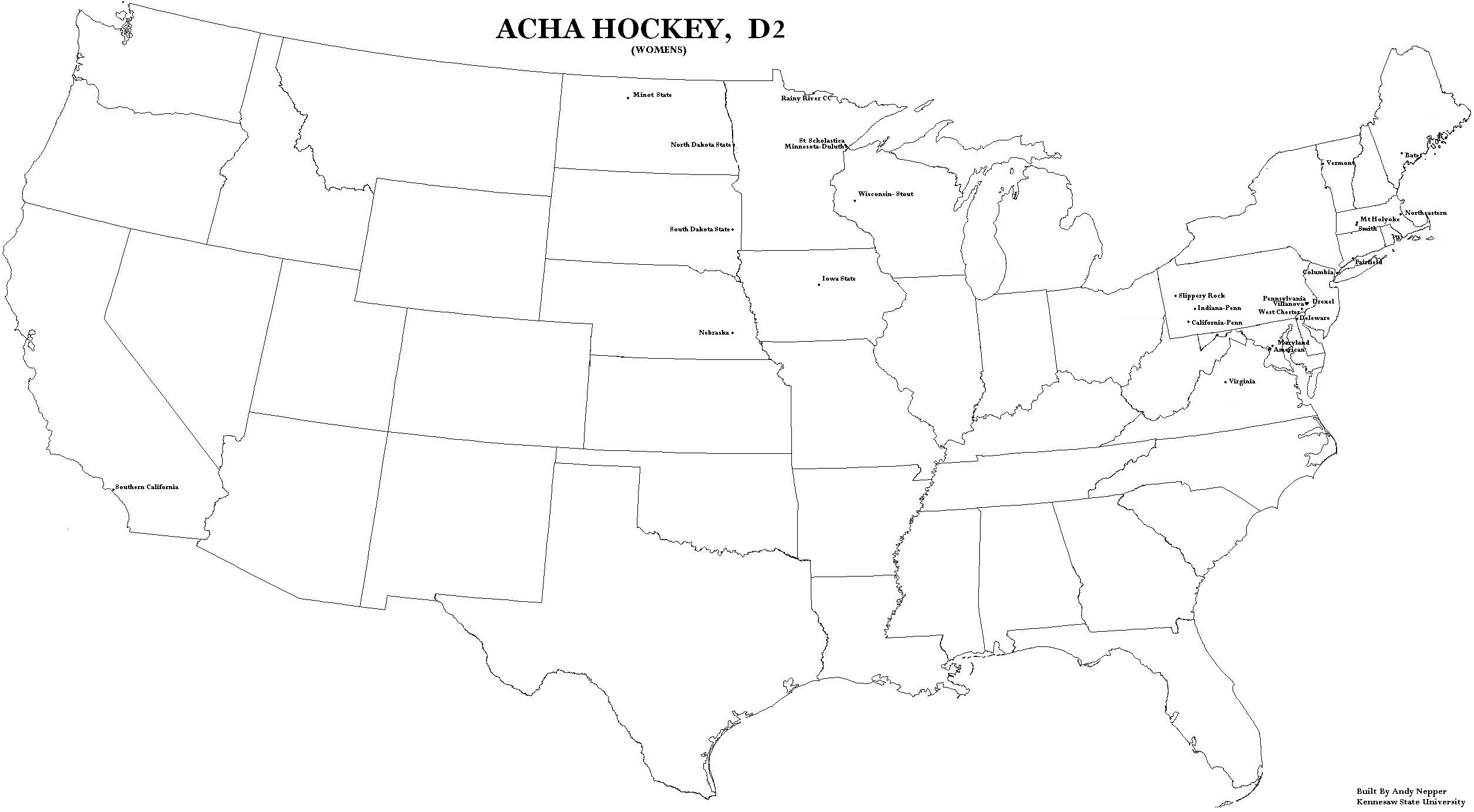
Carte géographique des équipes en Division 2

Nombre de championnats de deuxième division remportés:
| Équipes                          | Nombre de titres | Années           |
| Collège Rainy River Community    | 3                | 2008, 2009, 2011 |
| Université Lakehead              | 2                | 2017, 2018       |
| Université de Minnesota-Duluth   | 1                | 2016             |
| Université de North Dakota State | 1                | 2015             |
| Université d'Iowa State          | 1                | 2014             |
| Université de West Chester       | 1                | 2013             |
| Université de Wisconsin-Stout    | 1                | 2012             |
| Université Northeastern          | 1                | 2010             |
| Collège de St. Scholastica       | 1                | 2007             |
| Collège Assiniboine              | 1                | 2019             |